# Juan Alejandro Martínez Osete
Juan Alejandro Martínez Osete   (Múrcia, 17 de juliol de 1921 - Santa Eulàlia de Ronçana, 2000) va ser un autor de còmics, entintador, traductor i dibuixant, que va utilitzar pseudònims com Acosta, Martos, Mart-Us i O'set. Artista polifacètic, es va encarregar de continuar gran quantitat de sèries alienes.
Després de viure amb la seva família a França, s'instal·la el 1943 a Barcelona. Allí entra al mercat dels quaderns d'aventures en editorials com Grafidea i Toray: Hazañas de Yelmo Negro (1947), el western La máscara de los dientes blancos (1948) amb guió de Federico Amorós, La mano que aprieta (1949) o El silencioso (1949). Treballa també com a entintador de Ferrando en "El Diablo de los Mares" i "Zarpa de León", d'Iranzo en El Capitán Coraje i d'Ambrós en El Jinete Fantasma.
A partir de 1950, treballa sobretot amb l'Editorial Marco en sèries com a Castor el Invencible (1951), El Puma (1952), Red Dixon (1954), Rock Robot (1957), Thorik el invencible (1959) o Simba Kan (1961). També col·labora en les seves revistes d'humor La Risa (1952) e Hipo, Monito y Fifí (1953), on realitza gairebé totes les historietes de grafisme realista. En 1961 comença a treballar per a l'Editorial Bruguera, primer en sèries d'aventures com El Capitán Trueno i El Jabato i partir de 1975, només en còmiques com Mortadel·lo i Filemó, fins al tancament d'aquesta en 1986, any en què abandona el còmic.

## Obra
| Aparició   | Títol                | Guionista               | Tipus                       | Editorial                   |
| ---------- | -------------------- | ----------------------- | --------------------------- | --------------------------- |
| 1949       | Mascarita nº 18-28   | Federico Amorós         | Serial                      | Grafidea                    |
| 1949       | Zarpa de León        | J.B. Artés              | Serial amb Ferrando         | Toray                       |
| 1951       | Castor el Invencible | Joaquín Berenguer Artés | Serial                      | Marco                       |
| 1952, 1953 | Puma, El             | Joaquín Berenguer Artés | Serial                      | Marco                       |
| 1954       | Red Dixon            | Joaquín Berenguer Artés | Serial                      | Marco                       |
| 1958       | Hogar, dulce hogar   | Carles Bech             | Sèrie                       | "La Risa" (Editorial Marco) |
| 1962       | El Jabato            | Víctor Mora             | Sèrie, amb Francisco Darnís | "El Jabato Extra"           |